# Kali sulfide
Kali sulfide là một hợp chất vô cơ với công thức hóa học là K2S. Chất rắn không màu này hiếm khi gặp phải vì nó phản ứng dễ dàng với nước, phản ứng tạo thành kali bisulfide (KHS) và kali hydroxide (KOH). Thông thường, thuật ngữ kali sulfide dùng để chỉ hỗn hợp này, chứ không phải chất rắn khan.

## Cấu trúc
Chất này có "cấu trúc antifluorite", có nghĩa là ion nhỏ K+ chiếm vị trí cúa mặt tứ diện (F−) giống như cấu trúc fluorit, và các trung tâm lớn hơn S2− ở trung tâm chiếm 8 vị trí phối hợp.  Li2S, Na2S, và Rb2S cũng có cấu trúc kết tinh tương tự.

## Tổng hợp và các phản ứng
Chất này có thể điều chế bằng cách đun nóng K2SO4 với carbon (than cốc):
K2SO4  +  4C  →  K2S  +  4CO↑
Trong phòng thí nghiệm K2S nguyên chất có thể điều chế bằng cách cho kali hóa hợp với lưu huỳnh trong môi trường amonia khan.
Muối sulfide là muối rất cơ bản, do vậy K2S hoàn toàn thủy phân trong nước theo phản ứng sau đây:
K2S  +  H2O  →  KOH  +  KHS
Đối với nhiều mục đích, phản ứng này không quan trọng vì hỗn hợp của HS− và OH− phản ứng như dung dịch S2−. Các muối sulfide của kim loại kiềm khác (trừ Na) cũng có tính chất tương tự.

## Ứng dụng trong pháo hoa
Kali sulfide được tạo ra khi đốt cháy thuốc súng và là chất trung gian quan trọng trong nhiều hiệu ứng của pháo hoa, chẳng hạn như senko hanabi và một số công thức tạo ánh sáng lấp lánh của pháo hoa.